# Bâtiment situé 2 rue Kneginje Milice à Jagodina
Le bâtiment situé 2 rue Kneginje Milice à Jagodina (en serbe cyrillique : Зграда у улици Кнегиње Милице бр. 2 у Јагодини ; en serbe latin : Zgrada u ulici Kneginje Milice br. 2 u Jagodini) se trouve à Jagodina, dans le district de Pomoravlje, en Serbie. Il est inscrit sur la liste des monuments culturels protégés de la république de Serbie (identifiant no SK 279).

## Présentation

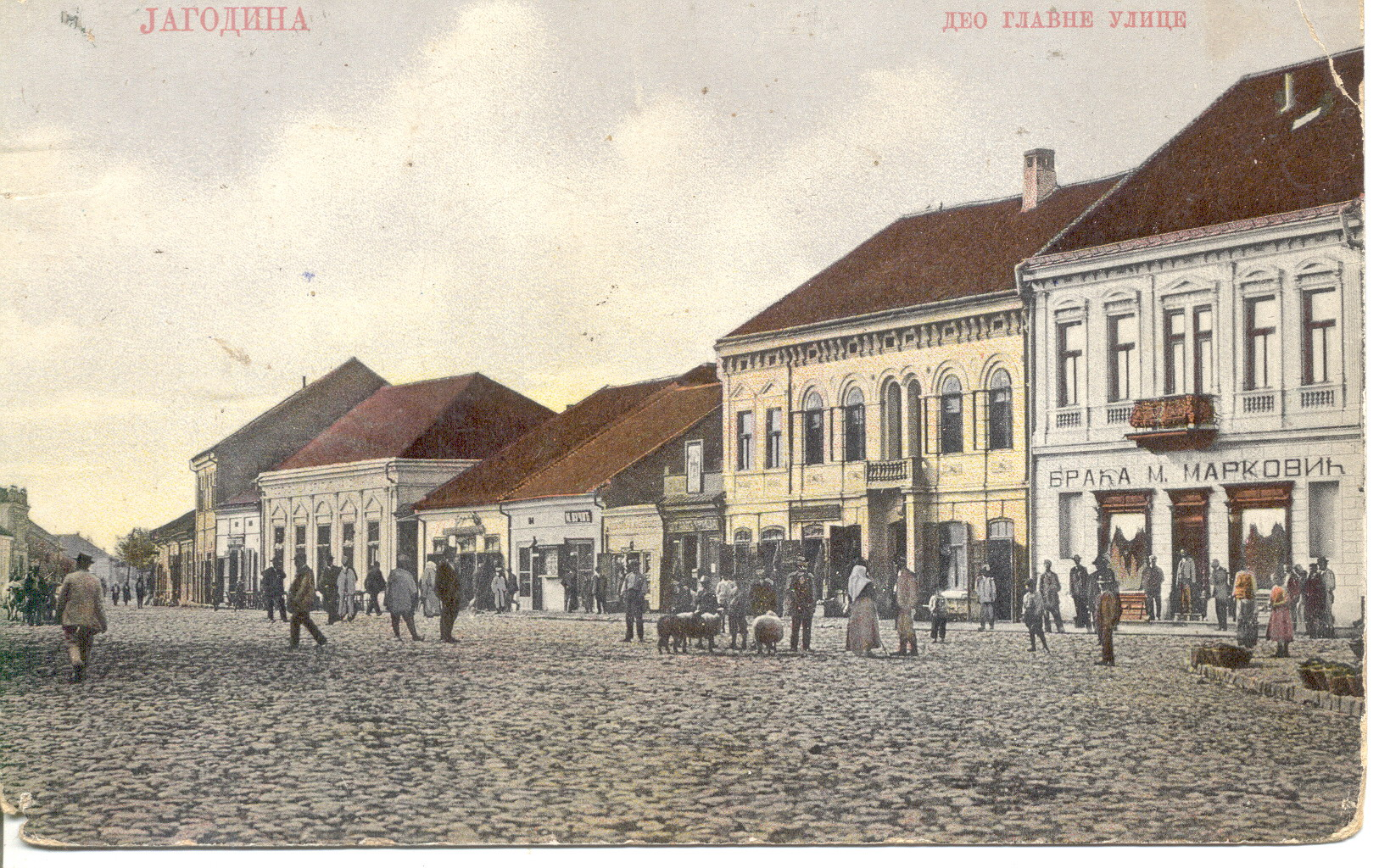
Vue ancienne de la rue, avec le bâtiment de l'actuel no 2 à l'extrême droite.

Le bâtiment, situé 2 rue Kneginje Milice (autrefois rue Maršala Tita), a été construit dans la seconde moitié du XIXe siècle. Conçu comme un immeuble d'un étage avec une fonction à la fois résidentielle et commerciale, il est caractéristique du style éclectique.
La façade a été plusieurs fois remaniée. Elle comporte aujourd'hui des éléments classicisants ; des pilastres encadrent quatre fenêtres et une porte-fenêtre centrale qui donne sur un balcon ; ces pilastres se terminent par des chapiteaux doriques modifiés. La rambarde du balcon est en fer forgé traité de manière à former des motifs géométriques entrelacés avec les initiales du propriétaire de la maison.